# 磁化水
磁化水（也称防垢磁处理或AMT）是一种假想通过穿过磁场来减少硬水、实现硬水软化的一种非化学方法。这种处理工艺被认为未经证实、缺乏科学性。
勞倫斯利佛摩國家實驗室于1996年的一项研究中发现，磁化水工艺对水垢的形成没有显着影响。

## 效果
磁化水设备的供应商常使用图片和軼事證據来支持其主张，但略过细节上更具科学性的研究结果。磁化水相关的廣告通常会忽略程序變數，例如腐蚀或系统质量平衡分析，以及硬度离子浓度或悬浮颗粒的分布、结构和形态等后处理水的指标。  

## 假想机制
在磁场下暴露的时间、强度、升降率、变化速度以及水平或垂直于流体的方向，被各个结论认为对结果至关重要。 磁化水处理的支持者Klaus Kronenberg提出，溶质石灰分子的形状会受到强磁场的影响，导致它们沉淀为球形或圆形晶体，而非沉积为硬质晶体的片状。 克蘭菲爾德大學水科学学院的西蒙·帕森斯（Simon Parsons）提出，磁场会减少小颗粒的表面电荷，从而按比例增加流动时凝结为大颗粒而非沉积的趋势。但1996年勞倫斯利佛摩國家實驗室进行的一项内部研究中发现，磁化水处理系统中，沉积水垢的主要晶体结构没有差异。 
Liu、Coey和Cass在2010年和2000年发表的研究报告中指出，磁化处理使包含矿物质的水更利于形成更易溶解的碳酸钙形式（霰石而非方解石）。 

### 管材
电磁处理的效果依赖于管道特性。影响幅度取决于管道的电导率和表面粗糙度。 

## 相关设备
世界上有基于各种物理现象的许多有类似阻垢作用的非化学装置，并已销售几十年。 尽管有些有效（例如电解装置），但   多数是无效的。
- 电解：电解式水垢抑制器——使用两种金属，例如铜和锌[16]
- 静电：[2]电子式水调节器
- 电磁：产生交变电磁场
- 催化
- 机械
- 其他结合多种方法的设备

磁化设备的其他用途：
- 两项研究表明，使用口腔冲洗器时，相比普通的水，使用经磁处理的水，牙齿上结石的形成有统计学意义上的减少。 [17] [18]
- 磁性节油器（英语：Magnetic fuel savers）——市售的有节省燃料功能的类似的磁性设备，但这没有效果，因为碳氢化合物燃料没有明显的电阻率和电导率，并且不易受到磁力吸引。 [19]